# Vigonza
Vigonza là một đô thị thuộc tỉnh Padova vùng Veneto, located about 25 km về phía tây của Venezia và cách khoảng 10 km northvề phía đông của Padova. Tại thời điểm ngày 31 tháng 12 năm 2004, đô thị này có dân số 20.421 người và diện tích 33,3 km².
Đô thị Vigonza bao gồm các frazioni (các đơn vị cấp dưới, chủ yếu là làng) Busa, Codiverno, Peraga, Perarolo, Pionca, San Vito. Località: Codivernarolo, Battana Prati, Capriccio, Luganega, Barbariga, Carpane, Bagnoli, and Santa Maria.
Vigonza giáp các đô thị: Cadoneghe, Campodarsego, Fiesso d'Artico, Noventa Padovana, Padova, Pianiga, Stra, Villanova di Camposampiero.